# Malefosse
Malefosse est une série française de bande dessinée historique écrite par François Dermaut et Xavier Gelot et dessinée par Dermault. Ses deux albums ont été publiés en 2007 et 2009 par Glénat.
Malefosse est une préquelle des Les Chemins de Malefosse, série historique classique de la bande dessinée franco-belge créée 25 ans plus tôt par Dermaut et la scénariste Daniel Bardet, qui avait décidé au début des années 2000 de cesser leur collaboration. La série raconte les circonstances de la rencontre de Gunther et de Pritz. 

## Personnages
- Ambrosius Amerbach : maître armurier de Nuremberg, dans le duché de Bavière au sein du Saint-Empire romain germanique. Il met au point une platine d'arme à feu révolutionnaire. Il pratique le trafic d'armes en ces temps de guerres de religion. Il meurt assassiné avant d'avoir pu finir son ouvrage.
- Gunther Amerbach : fils cadet d'Ambrosius, épris d'Helena, il doit fuir Nuremberg pour Genève, accusé du meurtre de son propre père. Il se met au service de Monsieur de Bèze en attendant de pouvoir prouver son innocence et confondre les vrais assassins.
- Lucas Amerbach : frère aîné de Gunther, il intrigue pour déposséder son frère de son héritage et vendre l'invention de son père au plus offrant.
- Pritz : aventurier allemand en provenance des Amériques. Il débarque à La Rochelle où il rencontre Gunther pour la première fois.
- Monsieur de Bèze (Théodore de Bèze) : huguenot français extrémiste. Commanditaire d'Helena, il intrigue lui aussi pour faire main-basse sur la nouvelle arme d'Ambrosius.
- Helena : intrigante et assassin à la solde de de Bèze. Elle séduit Gunther pour accéder à l'invention de son père. Elle assassine Ambrosius. Elle signe ses crimes avec des dagues identiques signées « Petite roche ».
- Valdez : Trafiquant d'arme espagnol, associé d'Ambrosius Amerbach.

## Albums
- Malefosse, Glénat, coll. « Vécu » :
- 1 L'escorte, Glénat collection « Vécu », 2007
Scénario : Xavier Gelot - Dessin : François Dermaut - 978-2-7234-5300-4
- 2 Le mont perdu, Glénat collection « Vécu », 2009
Scénario : Xavier Gelot - Dessin : François Dermaut - 978-2-7234-6172-6

## Annexe

### Documentation
- Patrick Gaumer, « Chemins de Malefosse, Les », dans Dictionnaire mondial de la BD, Paris, Larousse, 2010 (ISBN 9782035843319), p. 174.